# ゾニサミド
ゾニサミド（Zonisamide）は、サルファ薬系の神経作用薬であり、小児または成人のてんかん発作（部分発作、全般発作、混合発作）治療薬またはパーキンソン病治療薬として用いられる。抗てんかん薬は商品名エクセグラン、抗パーキンソン病薬トレリーフで知られる。(ともに住友ファーマ製造販売)

## 効能・効果

### てんかん
ゾニサミドは米国、英国、豪州では成人のてんかん部分発作の併用治療薬として、日本では部分発作（単純部分発作、複雑部分発作、二次性全般化強直間代痙攣）、全般発作（強直発作、強直間代発作、非定型欠神発作）、混合発作への併用または単剤治療薬として認められている。てんかんに対しては成人では1日200mg〜600mg、小児では1日4〜12mg/kgを投与する。血中濃度が15〜40µg/mLとなるよう調整する。日本の添付文書では、20µg/mLを一つの目安とするよう記載されている。

### パーキンソン病
7人のパーキンソン病患者にゾニサミドを投与したところ、良好な結果が得られた事が2001年に報告された。その後、他の治療で改善しない振戦について効果が認められた。2005年11月上旬、製造販売承認が申請され、2009年1月に承認を取得した。また、パーキンソン病のWearing-off現象について2013年8月に追加承認（用法・用量の一部変更）された。

### レビー小体型認知症
製品名トレリーフが、レビー小体型認知症に伴うパーキンソニズムの適応を取得している。（製品名エクセグランや後発品は適応を有していない。）

### 遅発性ジスキネジア
非盲検の臨床試験で遅発性ジスキネジアの軽減が認められた。

### 肥満
肥満治療薬としての研究が進められ、著明な効果が認められた事を受けて、3本の臨床試験が実施された。ブプロピオンとの合剤として米国で販売されている。

### 片頭痛・神経因性疼痛
ゾニサミドは片頭痛の予防に用いられるほか、神経因性疼痛の治療に有効であることがある。

### 双極性障害
適応外使用であるが、精神科領域で双極性障害に対して気分安定剤として用いられる。

### アルコール依存症
日本では適応外である。プラセボ、ゾニサミド、トピラマート、レベチラセタムとで比較し、ゾニサミドの有効性と安全性が示唆された。

## 副作用
添付文書に重大な副作用として記載されているものは、中毒性表皮壊死症（Toxic Epidermal Necrolysis:TEN）、皮膚粘膜眼症候群（Stevens-Johnson症候群）、紅皮症（剥脱性皮膚炎）、薬剤性過敏症候群、再生不良性貧血、無顆粒球症、赤芽球癆、血小板減少、急性腎不全、間質性肺炎、肝機能障害、黄疸、横紋筋融解症、腎・尿路結石、発汗減少に伴う熱中症、悪性症候群であり、さらにトレリーフには幻覚、妄想、錯乱、せん妄などの精神症状が記載されている。

### 相互作用
ゾニサミドや他の炭酸脱水酵素阻害薬（トピラマート、フロセミド、ヒドロクロロチアジド）は、アモバルビタールとの間で相互作用し、和田試験の結果が不正確になることが知られている。他の炭酸脱水酵素阻害薬と相互作用し、代謝性アシドーシスを惹起することがある。加えて、ゾニサミドの代謝がケトコナゾール、シクロスポリン、ミコナゾール、フルコナゾール、カルバマゼピンで抑制されることが知られている（CYP3A4への作用による）。

## 作用機序
ゾニサミドは他の抗痙攣薬と異なり、スルホンアミド系に分類される抗痙攣薬である。正確な作用機序は明らかになっていないが、抗てんかん薬としては発作活動の伝播過程の遮断、てんかん原性焦点の抑制等が示唆されている。またナトリウムチャネルおよびT型カルシウムチャネルを塞ぎ、hypersynchronization を抑制すると考えられている。アセタゾラミド同様に弱い炭酸脱水酵素阻害作用を持つことが知られている。GABA受容体ならびにグルタミン酸受容体調整作用がある。抗パーキンソン病作用に関しては、片側6-OHDA処置ラットによる脳微小透析法実験でレボドパ（ベンセラジド塩酸塩含有）併用下における破壊側線条体細胞外液中ドパミン濃度の有意な上昇作用を示した他、ラットおよびサル線条体ミトコンドリア・シナプトソーム膜標本中のMAO活性を阻害し、その阻害作用は比較的MAOのB型に選択性を示した。

## 薬物動態

### 吸収
個人差があるが、2.8〜3.9時間で血中濃度がピークとなる。バイオアベイラビリティは食事の影響を受けない。

### 代謝
ゾニサミドは主にCYP3A4で代謝されるほか、CYP3A7およびCYP3A5でも分解され、1,2-ベンズイソオキサゾール環が還元的に開裂して2-(スルファモイルアセチル)-フェノールに代謝される。

## 発売の経緯
ゾニサミドは1972年に発見され、1989年にエクセグランとして日本で発売された。米国では2000年にZonegranとして発売された。アジア諸国（中国、台湾等14ヶ国）や欧州（ドイツ、英国等）でも2005年に発売された。